# 中蒙国境

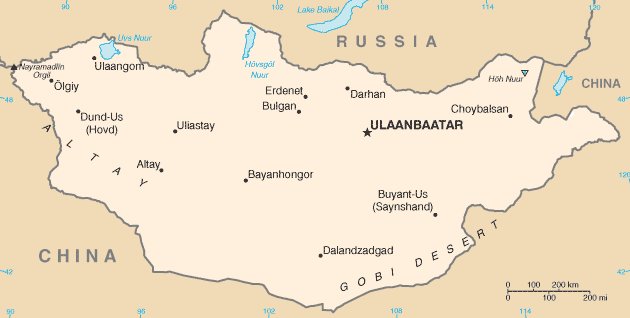
モンゴルの地図。中国はその南側

中蒙国境（ちゅうもうこっきょう）は、中華人民共和国（中国）とモンゴル国（蒙古）との間の国境である。延長は約4630キロメートルであり、両端は中国・モンゴル・ロシアの三国国境となっている。大半がゴビ砂漠の中にある。

## 概要
西はアルタイ山脈のロシアとの三国国境で始まる。この地点は、中国・カザフスタン・ロシアの三国国境の東100キロメートルに位置する。そこからおおむね南東方向に進み、緯度40度30分のすぐ北側のモンゴル最南端まで続く。モンゴル最南端地点から北東方向に進み、大興安嶺山脈でモンゴル最東端に達する。そこから国境は西に曲がり、ハルハ川を通ってブイル湖に達し、その後北向きになって東側のロシアとの三国国境に至る。

## 歴史

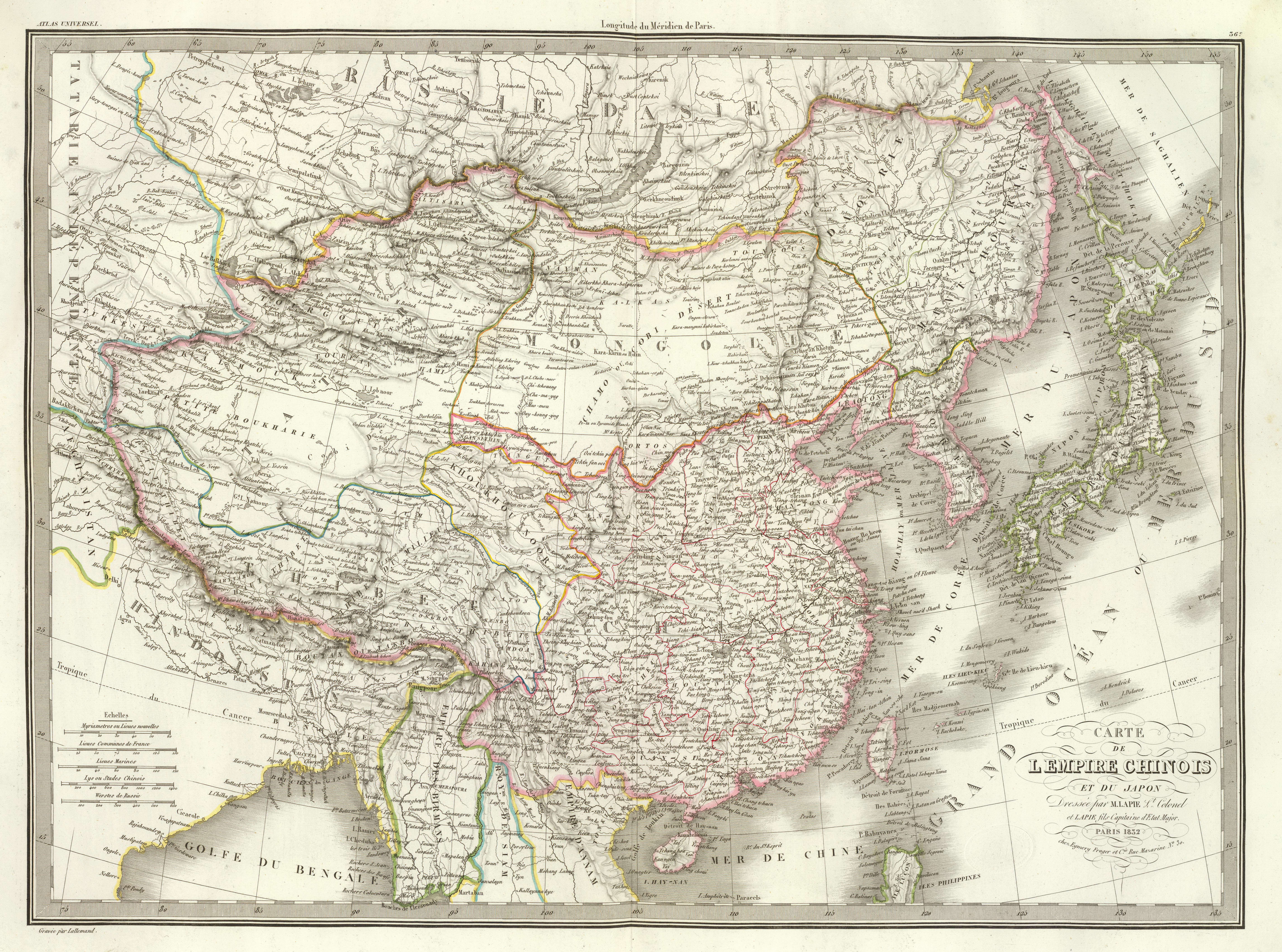
モンゴルを編入した清国の地図

ロシア帝国は17世紀の間にシベリアにまで進出していた。これは、当時の蒙古（モンゴル）を支配していた清国との対立を招いた。このとき、中国の完全な支配下にあった蒙古を内蒙古、それ以外の地域を外蒙古として区別していた。今日の露蒙国境の大半は、1727年にロシア帝国と清国の間で結ばれたキャフタ条約によって設定された。
1911年10月10日に辛亥革命が勃発すると、その混乱のすきを突いて、同年12月29日、モンゴルの民族主義者たちがロシアの支援を受けて外蒙古の独立を宣言し、ボグド・ハーン政権が発足した。1915年には第二次キャフタ条約が調印され、ロシア帝国はモンゴルに対する正式な中国の宗主権を認めたが、ロシアは重要な影響力を維持し、実質的にはモンゴルを半自治区として放置していた。
1917年のロシア革命後、中華民国は完全な支配権を取り戻すためにモンゴルに侵攻したが、最終的にはモンゴルとソビエト連邦に撃退され、1921年にボグド・ハーンが君主として復帰し、再度独立を宣言した。中国はモンゴルの独立を認めなかったため、正式な国境線の画定は行われなかったが、国境地帯は人がほとんど住んでいない地域であるため、実際には差し迫った問題ではなかった。しかし、1931年の日本の満州侵攻とノモンハン地域をめぐる紛争の後、モンゴルと満州国の間で満蒙国境画定会議が1939年から1940年にかけて行われ、満州国に一部領土が割譲された。その後、日本が第二次世界大戦で敗北したことにより、この協定の有効性が疑わしいものとなった。
外蒙古における中国からの独立を巡る国民投票と、ウイグルに干渉しないというソ連からの保証を受けて、中華民国は1946年にモンゴルの独立を承認することに合意した。その後すぐに、国境を巡る紛争が勃発し、特に1947年には金が豊富なベイティク山脈をめぐって紛争が発生した。また、国境線画定に関する作業は国共内戦によって中断された。1949年に中国本土を中国共産党（中華人民共和国）が支配下に収めたことにより、同じく社会主義国のモンゴル人民共和国との関係は着実に改善され、両国は1962年12月26日に国境を定める条約に署名した。その後、1963年から1964年にかけて完全な国境画定が行われ、1964年6月30日に詳細な地図を含む最終的な条約が合意された。それ以来両国の関係は、時には緊張状態になることもあり、特に1960年代の中ソ対立ではモンゴルはソ連側についたが、全体を通して見れば概ね友好的であり、国境の位置が変わることはなかった。

## 性的人身売買
中蒙国境を越えて、モンゴル人と中国人の女性（少女を含む）の性的人身売買が行われている。国境地域には、タバントルゴイ炭鉱など、多くの男性が働く大規模な鉱山やその他の重工業事業があり、そこは売春や性的人身売買の中心地となっている。

## 国境検問所
正式な国境検問所は以下の場所にある。地名は、モンゴル側、中国側の順である。
- ブルガン - タカシケン（中国語版）
- Bichigt - Zuun Khatavch
- ザミンウード - エレンホト
- Shivee Khuren – 策克（中国語版、英語版）
- Sumber – アルシャン

## 地図
20世紀中頃に作成された100万分の1国際図における中蒙国境（西から東へ）。

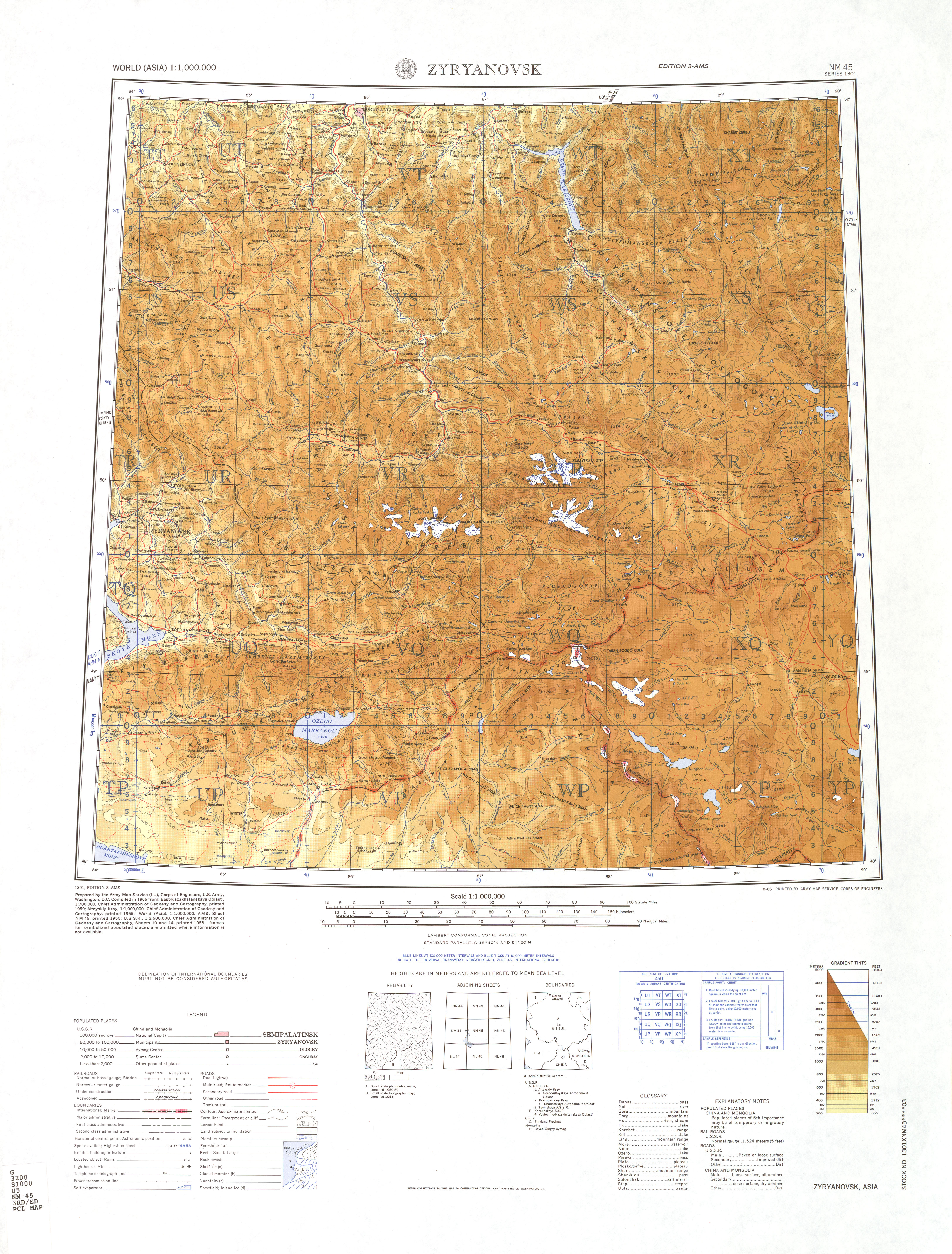
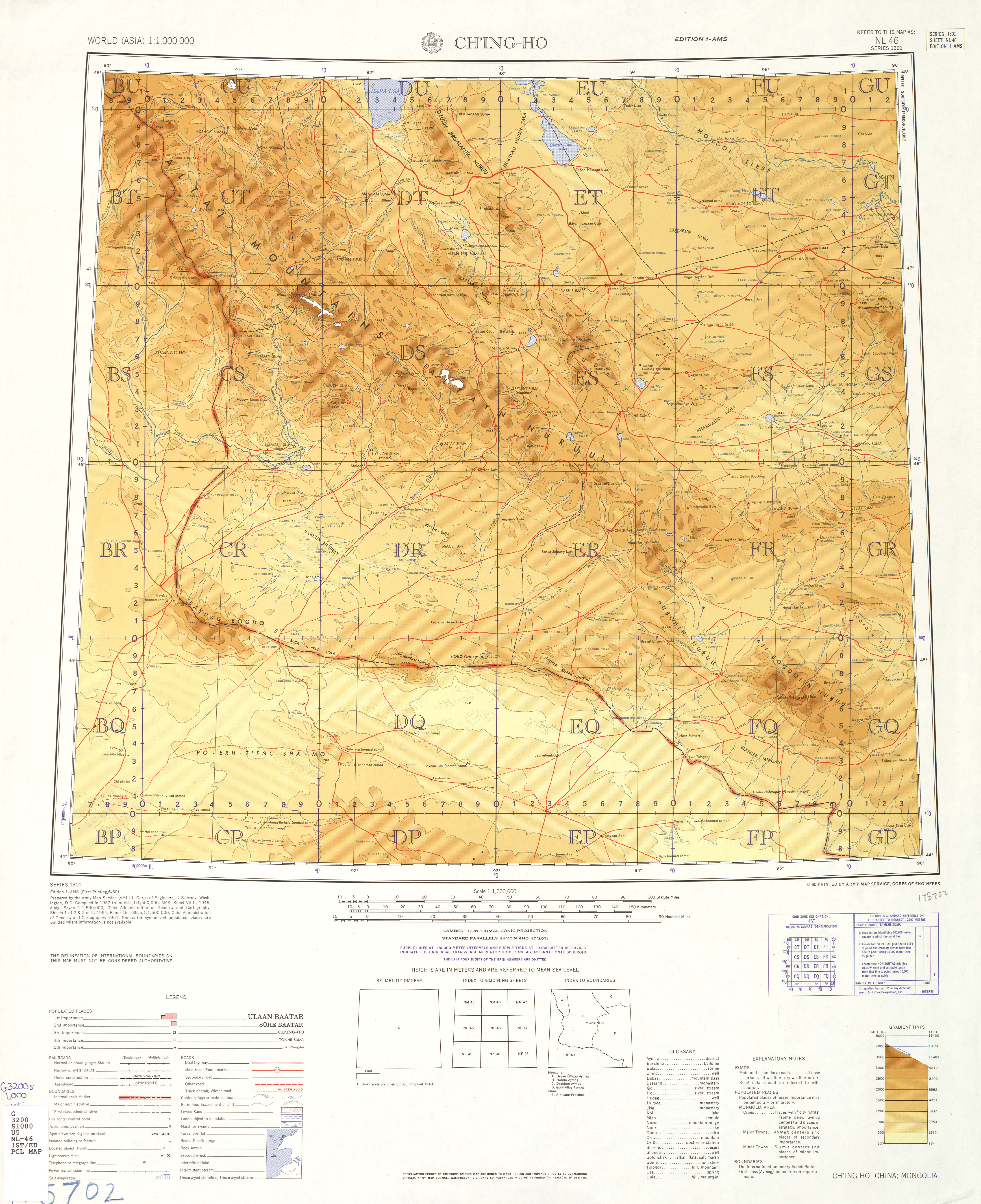
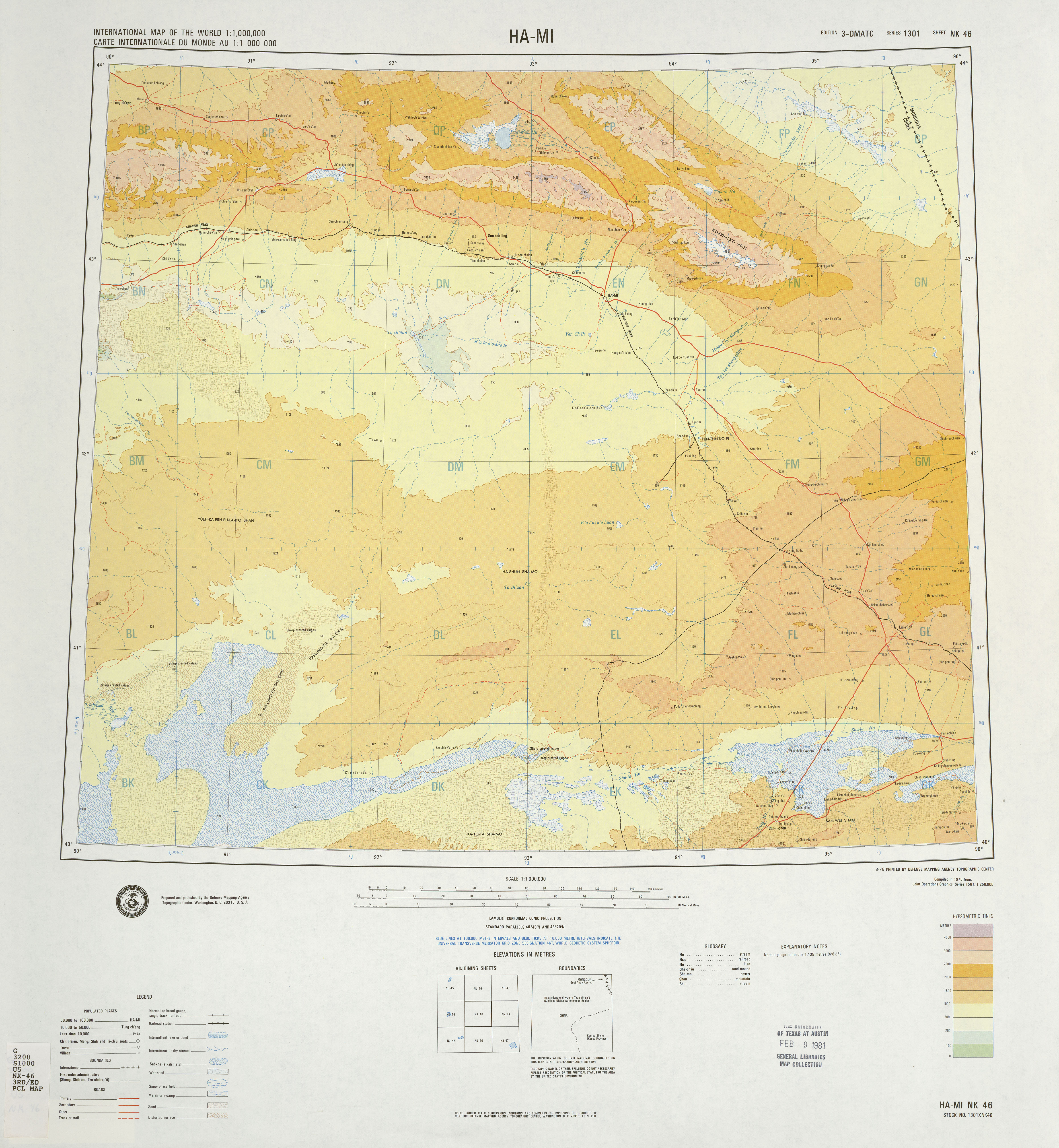
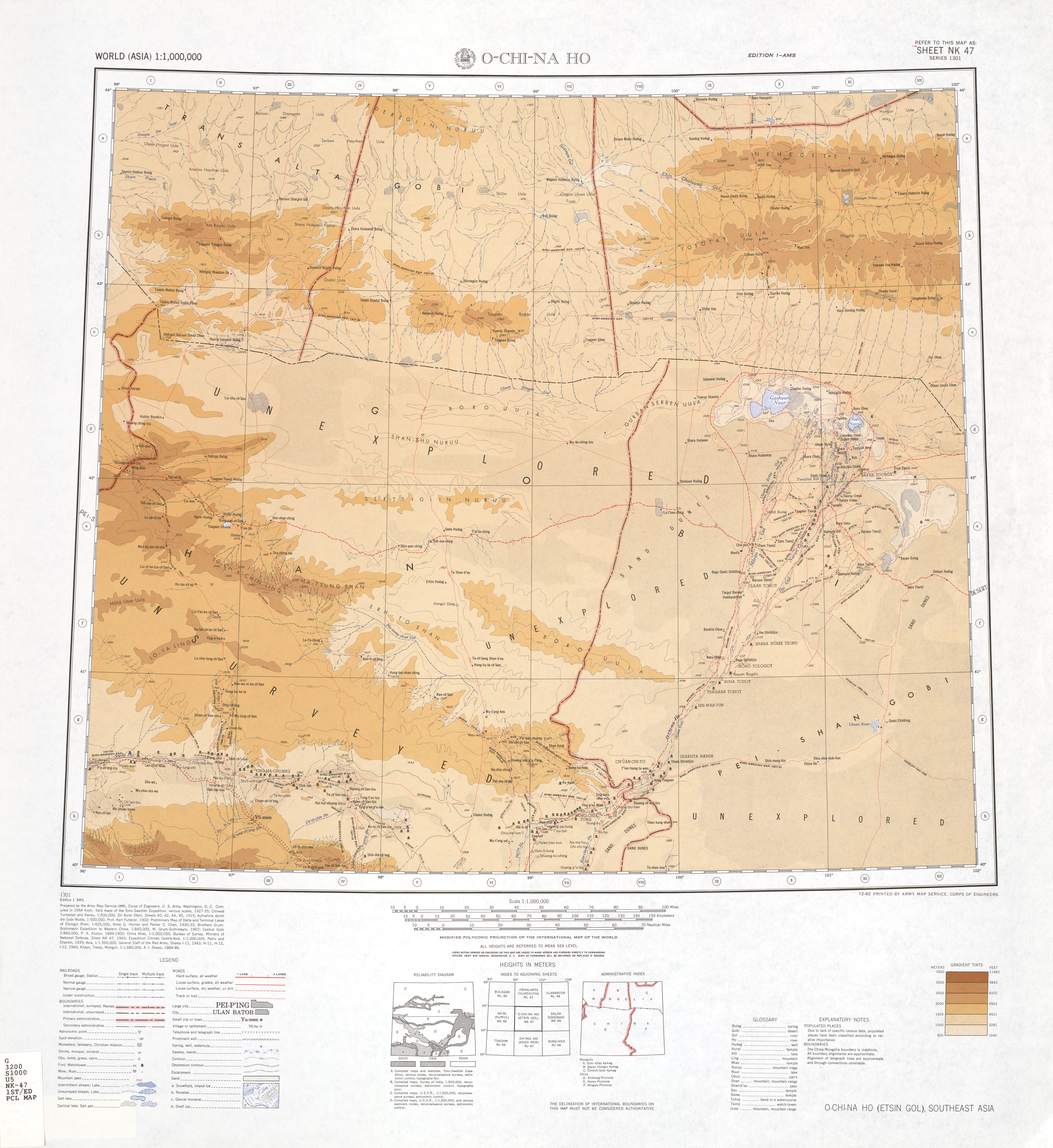
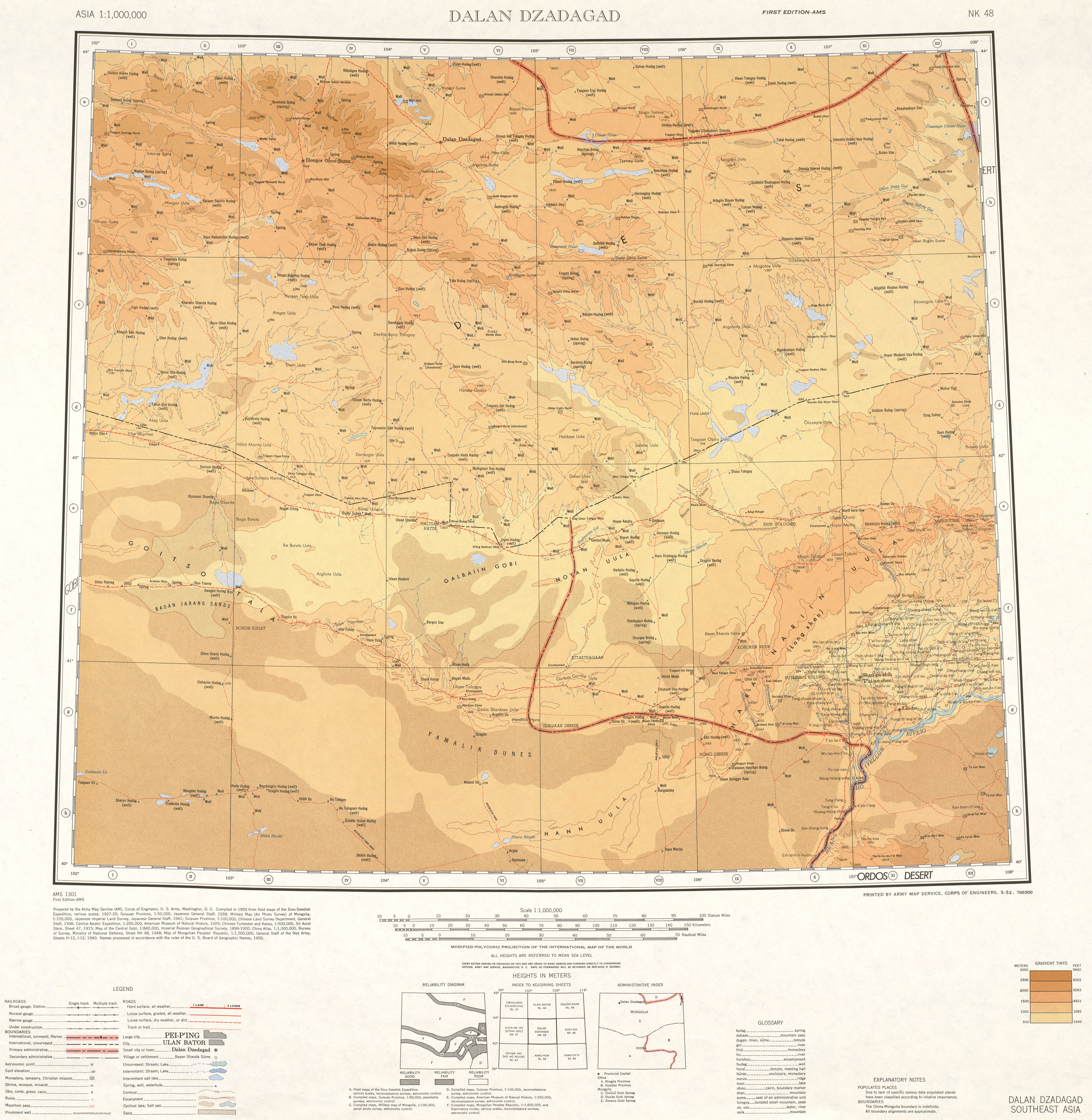
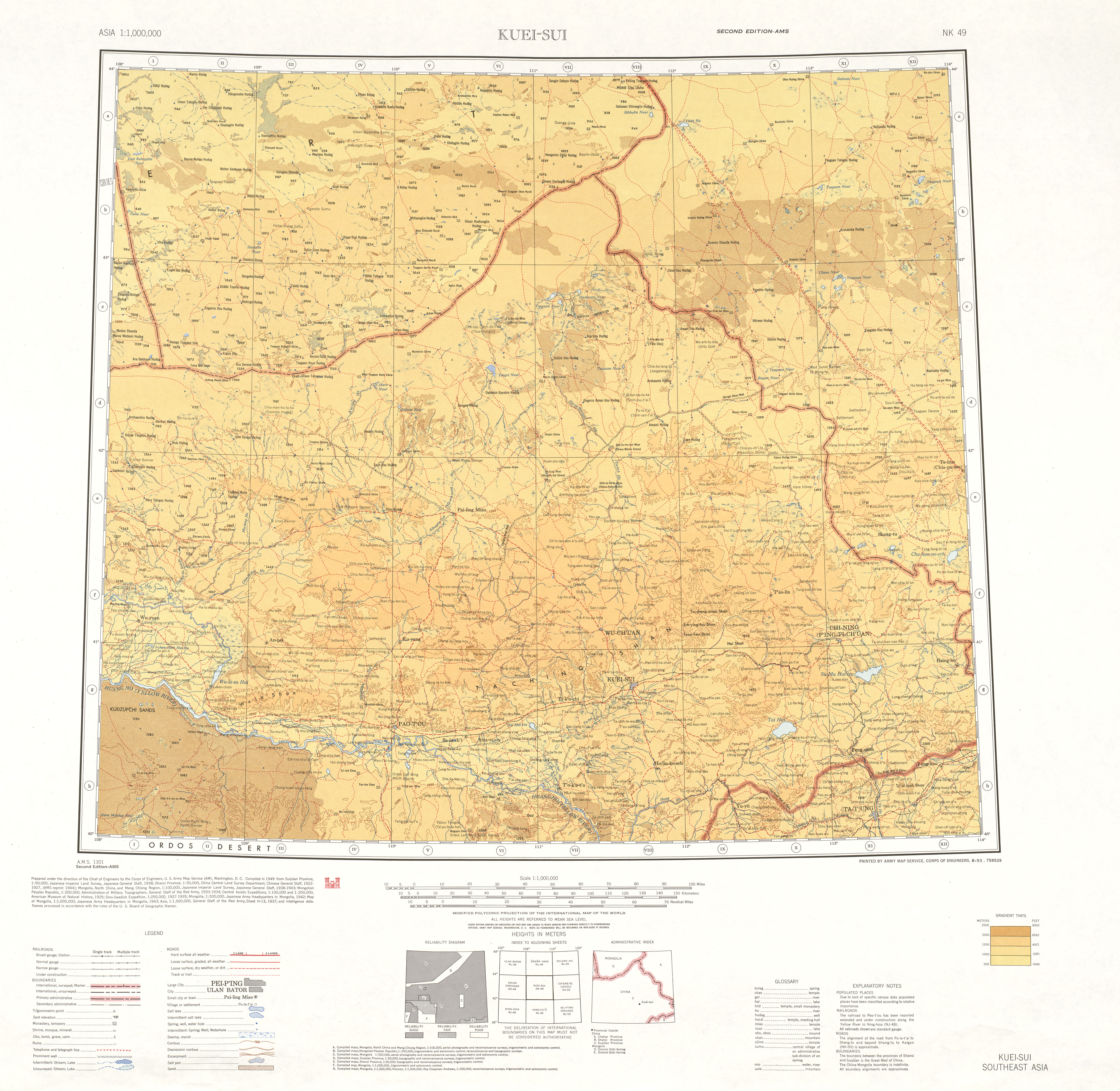
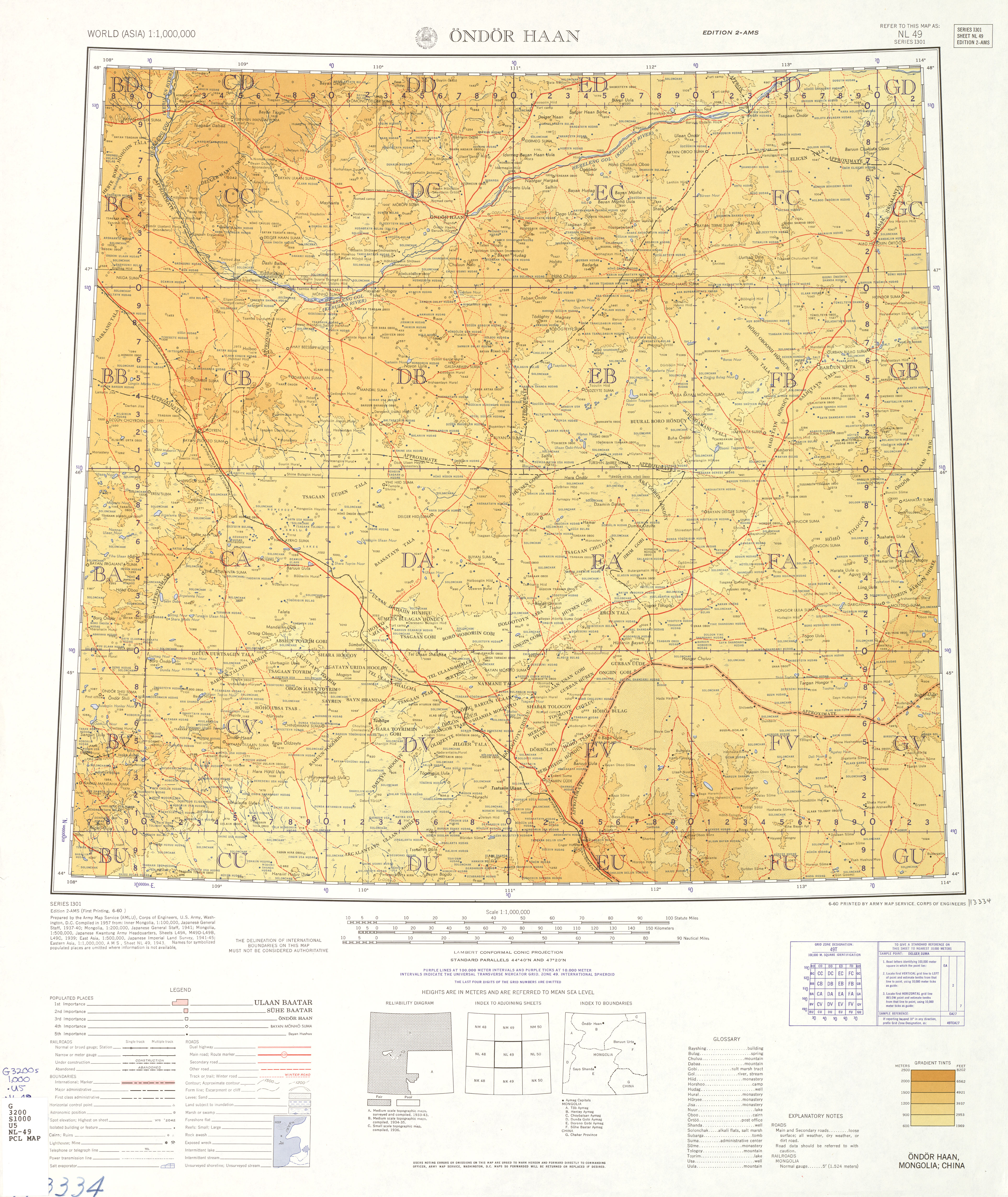
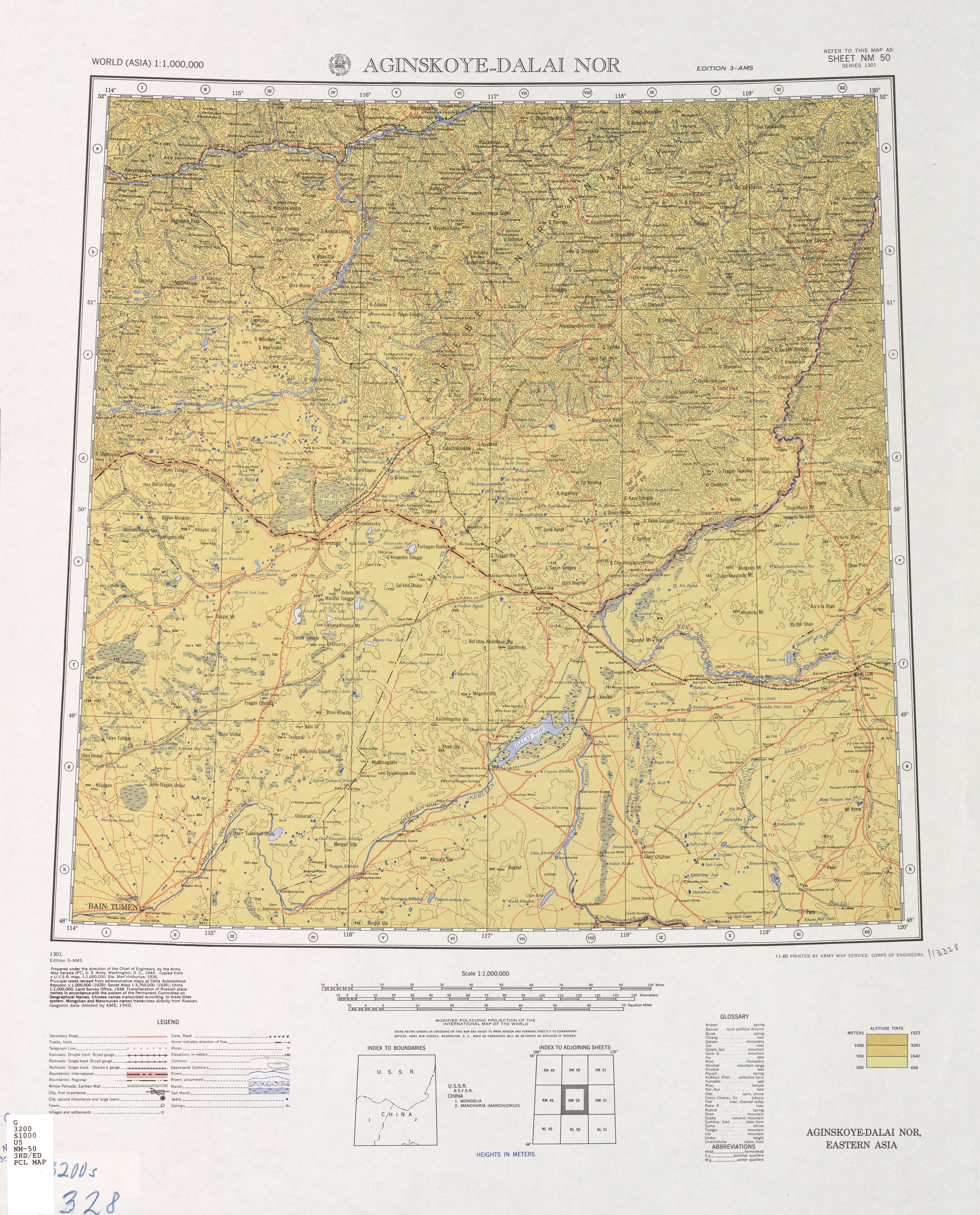